# Karel Mach (1928)
Karel Mach (1. července 1928 Pardubice – 18. dubna 1992) byl český hokejista, fotbalista a hokejový trenér.

## Hokejová kariéra
V době vojenské služby hrál hokej i fotbal za ATK Praha. Dále hrál v letech 1951–1966 hokej za Dynamo Pardubice. Po skončení aktivní kariéry trénoval Teslu Pardubice (1967–1970), CHZ Litvínov (1970–1974), Slavii Praha (1974–1976) LS Poprad (1976–1978), TJ Gottwaldov (1978–1980) a GKS Sosnowiec (1980–1985).

## Fotbalová kariéra
V československé lize hrál za ATK Praha a Spartak Hradec Králové. Dal 1 ligový gól.

## Ligová bilance
| Ročník                                     | Zápasy | Góly | Klub                   |
| ------------------------------------------ | ------ | ---- | ---------------------- |
| Celostátní československé mistrovství 1950 | -      | 0    | ATK Praha              |
| Mistrovství československé republiky 1951  | -      | 0    | ATK Praha              |
| 1. československá fotbalová liga 1956      | 20     | 0    | Spartak Hradec Králové |
| 1. československá fotbalová liga 1957/58   | 20     | 1    | Spartak Hradec Králové |
| CELKEM 1. liga                             | -      | 1    |                        |